# Ossouala (Berg)
Der Ossouala (auch Monte Ossoala, Gunung Ossoala) ist ein Berg in Osttimor mit einer Höhe von 1083 m. Er liegt im Südosten des gleichnamigen Suco.
Die Region zwischen dem Berg Ossouala und dem Monte Mundo Perdido war bis 1978 ein Widerstandsnest der FALINTIL gegen die indonesischen Invasoren.